# Laura Bovo
Laura Bovo (ur. 15 maja 1996 w Villafranca di Verona) – włoska siatkarka, grająca na pozycji środkowej. 